# Щурци
Щурци (Gryllidae) са семейство насекоми с цилиндрични тела, кръгли глави и дълги антени. Зад главата се намира гладък и удължен проторакс. Коремът завършва с 2 дълги израстъка – церки. Задните крака са по-големи, предоставяйки сила за скачане. Предните крила представляват твърди и кожести елитра, а някои щурци издават звуци, като ги трият едно в друго. Задните крила са мембранни и сгънати, когато не се използват. Много видове, обаче, не могат да летят. Най-големите представители са тези от рода Brachytrupes, които могат да достигнат 5 cm на дължина.
Описани са над 900 вида щурци. Членове на семейството се срещат из цял свят, най-вече до 55° географска ширина, като най-голямото им разнообразие е при тропиците. Обитават различни естествени среди – треви, храсти, гори, блата, плажове и пещери. Щурците са преобладаващо нощни животни и са най-известни с непрекъснатото си и шумно свирене през късните летни вечери. Мъжките издават тези звуци, за да привличат женски, но има и такива видове, които са тихи.
Щурците имат добър коефициент на превръщане на храната си в телесна маса. В Югоизточна Азия се консумират от хора след дълбоко пържене. Тялото им е 65% протеин. Използват се и за хранене на хищни домашни любимци или на животни в зоопарка. Щурците често присъстват в литературата и заемат важно място в митологията и поверията на много народи.

## Описание
Щурците са малки до средно големи насекоми с цилиндрични, донякъде вертикално сплескани тела. Главата е сферична с дълги и тънки антени, излизащи от конусовидни сегменти, а точно зад тях са разположени две големи сложни очи. На челото са разположени три прости очи. Протораксът има трапецовидна форма. Той е гладък и няма напречни ръбове.
На върха на корема се намират двойка дълги церки. Яйцеполагалото на женските е цилиндрично, дълго и тясно, гладко и лъскаво. Задните крака са уголемени с цел улесняване на скачането. Те са снабдени с подвижни шипове, подредбата на които се различава според вида. Предните крака се използват за възприемане на звук.
Крилата лежат върху тялото и могат да варират в широки граници между видовете, като при някои те дори липсват. Предните крила са елитра, съставени от хитин, играещи ролята на щит за меките части на тялото, а при мъжките носят органите за стридулация (възпроизвеждане на звук). Задните крила са мембранни, разтварящи се като ветрило под предните крила. При много видове крилата не са адаптирани за летене.
Установено е, че темпото на свирене на щуреца зависи от температурата на околната среда. С нарастване на температурата, той свири по-често.
Най-големите членове на семейството достигат 5 cm и са от рода Brachytrupes. Те изравят дупки с дълбочина до около метър. Щурците от подсемейство Oecanthinae са деликатни бели или бледозелени насекоми с прозрачни предни крила, докато тези от подсемейство Gryllinae са твърди кафяви или черни насекоми.

## Разпространение и местообитание
Щурците имат космополитно разпространение и се срещат във всички части на света с изключение на студените региони. Те са колонизирали множество големи и малки острови, понякога прелитайки над морето, за да достигнат тези места, или са пренасяни от човешка дейност. Най-голямо разнообразие на щурци има в тропичните райони, като например Малайзия, където е възможно да се чуе едновременно свиренето на 88 щурци от една точка.
Щурците имат различни местообитания. Някои видове обитават горната част на короната на дърветата, докато други предпочитат храсти и треви. Срещат се и в почвата и в пещери, като някои от тях изравят дупки в земята. Има и такива, които живеят в разлагащи се дънери, както и такива живеещи на плажове.

## Подсемейства
Известни са над 900 вида щурци. Семейството включва следните подсемейства и изчезнали родове:
| - Подсемейство Gryllinae Laicharting, 1781 - Gryllinae Laicharting, 1781 - Gryllomiminae Gorochov, 1986 - Gryllomorphinae Saussure, 1877 - Gryllospeculinae † Gorochov, 1985 - Itarinae Shiraki, 1930 - Landrevinae Gorochov, 1982 - Sclerogryllinae Gorochov, 1985 - Подсемейство Podoscirtinae - Euscyrtinae Gorochov, 1985 - Hapithinae Gorochov, 1986 - Pentacentrinae Saussure, 1878 - Podoscirtinae Saussure, 1878 - Подсемейство Phalangopsinae - Cachoplistinae Saussure, 1877 - Paragryllinae Desutter-Grandcolas, 1987 - Phalangopsinae Blanchard, 1845 - Phaloriinae Gorochov, 1985 - Pteroplistinae Chopard, 1936 | - Подсемейство Eneopterinae Saussure, 1893 - Подсемейство Oecanthinae Blanchard, 1845 - Изчезнали родове - Род Gryllidium † Westwood, 1854 - Род Liaonemobius † Ren, 1998 - Род Lithogryllites † Cockerell, 1908 - Род Menonia † George, 1936 - Род Nanaripegryllus † Martins-Neto, 2002 |